# 北方的南奴克
《北方的南奴克》（英語：Nanook of the North）是1922年羅伯·佛萊厄提执导的无声紀錄片。此片中主要記載北極圈的原住民-愛斯基摩人的日常生活，例如與白人的毛皮交易、冰天雪地中捕魚、獵海象等等南奴克家族艱苦奮鬥的一天，記錄了許多不為外人所知的畫面。1989年，《北方的南奴克》因其在“文化、历史和审美方面的显著成就”，成为第一批被美国国会图书馆列入国家电影登记部下属的国家电影保存委员会保护电影名单的25部电影之一。